# Liga Nacional de Fútbol Femenino de Venezuela 2018
La temporada 2018 de la Liga Nacional Femenino de Venezuela es la 15.ª edición del Campeonato Venezolano de Fútbol Femenino amateur desde su creación en el 2004. El torneo lo organiza la Federación Venezolana de Fútbol.

## Modalidad
El campeonato originalmente se dividía en dos torneos: Apertura y Clausura. A su vez, cada torneo tiene dos fases: en la primera fase, los clubes se dividen en seis grupos, integrados por cinco, seis y siete equipos respectivamente. Luego de jugar todos contra todos, los dos primeros de cada grupo clasificarán a la segunda etapa, de tipo eliminatorio. Juegan así tres rondas eliminatorias hasta decidir la final.
Las campeonas de la temporada se decide en una final que enfrenta al campeón del Apertura y el Clausura, excepto que un mismo equipo se corone en ambos torneo, la cual implicaría el campeonato automático.

## Datos de equipos
| Club                      | Ciudad            | Entrenador | Estadio                              |
| ------------------------- | ----------------- | ---------- | ------------------------------------ |
| Escuela Mejias            | Aragua de Maturín |            | Cancha Centro Español                |
| Sulmona FC                | Maturín           |            | Cancha Alterna Monumental de Maturín |
| UCV FC                    | Caracas           |            | Olímpico de la UCV                   |
| Atlético SC               | Guarenas          |            | Oropeza Castillo                     |
| Macarao FC                | Caracas           |            | La Gran Parada                       |
| Centro Hispano Venezolano | Maracay           |            |                                      |
| Casa Portuguesa           | Maracay           |            | Casa Portuguesa                      |
| Atlético Yara             | San Felipe        |            | Estadio Florentino Oropeza           |
| Las Heroínas de Falcon    | Punto Fijo        |            |                                      |
| Acad Puerto Cabello       | Puerto Cabello    |            | Complejo Deportivo Vistamar          |
| Fuceva                    | Maracay           |            | Cancha Escuela de Aviación           |
| Club Campo Alegre         | S.F. de Apure     |            | Polideportivo San Fernando           |
| Raúl Leoni FC             | S.F. de Apure     |            | Polideportivo San Fernando           |
| Real Amistad FC           |                   |            |                                      |
| Dynamo Puerto             | Puerto La Cruz    |            | Estadio Francisco Massiani           |
| Chico Guayana             |                   |            |                                      |
| Playa Grande              |                   |            |                                      |
| Fratelza Sport            |                   |            |                                      |
| Metropolitanos FC         | Caracas           |            |                                      |
| Gran Valencia             | Maracay           |            |                                      |
| Aragua FC                 |                   |            |                                      |
| Hermandad Gallega         | Valencia          |            |                                      |
| Portuguesa FC             | Araure            |            |                                      |
| Arroceros de Calabozo     |                   |            |                                      |
| Lanceras de Apure         |                   |            |                                      |
| Baruta (Solo Clausura)    |                   |            |                                      |

## Apertura 2018
Resultados oficiales de la Liga Nacional de Fútbol Femenino de Venezuela 2018. de 28 abril al # de septiembre

### Grupo Oriental
|   | Equipo           | JJ | JG | JE | JP | GF | GC | DG  | PTS |
| - | ---------------- | -- | -- | -- | -- | -- | -- | --- | --- |
| 1 | Dynamo Puerto    | 8  | 6  | 2  | 0  |    |    | 20  | 20  |
| 2 | Real Amistad FC  | 8  | 5  | 3  | 0  |    |    | 19  | 18  |
| 3 | Escuela Mejias   | 8  | 2  | 2  | 4  |    |    | -8  | 8   |
| 4 | Chico Guayana FC | 8  | 2  | 2  | 4  |    |    | -8  | 8   |
| 5 | Sulmona FC       | 8  | 0  | 1  | 7  |    |    | -23 | 1   |

| Apertura 2018    | RAM | DYN | CGU | SUL | AME |
| Real Amistad FC  | X   | -   | -   | -   | -   |
| Dynamo Puerto    | 4-0 | X   | -   | -   | -   |
| Chico Guayana FC | -   | -   | X   | -   | -   |
| Sulmona FC       | -   | -   | -   | X   | -   |
| Antonio Mejía    | -   | -   | -   |     | X   |

### Grupo Central I
|   | Equipo         | JJ | JG | JE | JP | GF | GC | DG  | PTS |
| - | -------------- | -- | -- | -- | -- | -- | -- | --- | --- |
| 1 | Fratelsa Sport |    |    |    |    |    |    |     |     |
| 2 | Atlético SC    |    |    |    |    |    |    |     |     |
| 3 | Playa Grande   | 6  | 0  | 1  | 5  |    |    | -14 | 1   |

| Apertura 2018  | ASC | PGR | FSP |
| Atlético SC    | X   | -   | -   |
| Playa Grande   | -   | X   | -   |
| Fratelza Sport | -   | -   | X   |

### Grupo Central II
|   | Equipo            | JJ | JG | JE | JP | GF | GC | DG  | PTS |
| - | ----------------- | -- | -- | -- | -- | -- | -- | --- | --- |
| 1 | Metropolitanos FC | 9  | 5  | 2  | 2  |    |    | 18  | 17  |
| 2 | Casa portuguesa   | 9  | 5  | 2  | 2  |    |    | 3   | 17  |
| 3 | UCV               | 9  | 4  | 1  | 4  |    |    | -3  | 13  |
| 4 | Macarao           | 9  | 1  | 1  | 7  |    |    | -18 | 4   |

| Apertura 2018     | MFC | UCV | CPO | MCO |
| Metropolitanos FC | X   | -   | -   | -   |
| UCV               | -   | X   | -   | -   |
| Casa portuguesa   | -   | -   | X   | -   |
| Macarao           | -   | -   | -   | X   |

### Grupo Central III
|   | Equipo            | JJ | JG | JE | JP | GF | GC | DG  | PTS |
| - | ----------------- | -- | -- | -- | -- | -- | -- | --- | --- |
| 1 | Gran Valencia     | 8  | 7  | 1  | 0  |    |    | 22  | 22  |
| 2 | Aragua FC         | 8  | 5  | 1  | 2  |    |    | 17  | 16  |
| 3 | Fuceva            | 8  | 3  | 3  | 2  |    |    | -2  | 12  |
| 4 | Hermandad Gallega | 8  | 1  | 2  | 5  |    |    | -8  | 5   |
| 5 | Centro Hispano    | 8  | 0  | 1  | 7  |    |    | -29 | 1   |

| Apertura 2018     | GVA | CHI | FUC | ARA | HGA |
| Gran Valencia     | X   | -   | -   | -   |     |
| Centro Hispano    | -   | X   | -   | -   |     |
| Fuceva            | -   | -   | X   |     |     |
| Aragua FC         |     |     |     | X   |     |
| Hermandad Gallega | -   | -   | -   |     | X   |

### Grupo Occidental
|   | Equipo             | JJ | JG | JE | JP | GF | GC | DG  | PTS |
| - | ------------------ | -- | -- | -- | -- | -- | -- | --- | --- |
| 1 | Atlético Yara      | 9  | 9  | 0  | 0  |    |    | 43  | 27  |
| 2 | Acad. Pto. Cabello | 9  | 3  | 2  | 4  |    |    | -12 | 11  |
| 3 | Portuguesa FC      | 9  | 3  | 0  | 6  |    |    | -1  | 9   |
| 4 | Heroínas de Falcón | 9  | 1  | 2  | 6  |    |    | -28 | 5   |

| Apertura 2018      | AYA | APC | POR | HDF |
| Atlético Yara      | X   | -   | -   | -   |
| Acad. Pto. Cabello | -   | X   | -   | -   |
| Portuguesa FC      | -   | -   | X   | -   |
| Heroínas de Falcón | -   | -   | -   | X   |

### Los Llanos
|   | Equipo                | JJ | JG | JE | JP | GF | GC | DG  | PTS |
| - | --------------------- | -- | -- | -- | -- | -- | -- | --- | --- |
| 1 | Arroceros de Calabozo | 9  | 9  | 0  | 0  |    |    | 38  | 27  |
| 2 | Lanceras de Apure     | 9  | 3  | 1  | 5  |    |    | -6  | 10  |
| 3 | Raúl Leoni            | 9  | 3  | 0  | 6  |    |    | -19 | 9   |
| 4 | Campo Alegre          | 9  | 2  | 1  | 6  |    |    | -13 | 7   |

| Apertura 2018         | ARC | LDA | CAL | RLE |
| Arroceros de Calabozo | X   | -   | -   | -   |
| Campo Alegre          | -   | X   | -   | -   |
| Lanceras de Apure     | -   | -   | X   | -   |
| Raúl Leoni            | -   | -   | -   | X   |

### Octavos de final[2]
|  | Atlético SC | 1:2 | Dynamo Puerto |  |  |

|  | Dynamo Puerto | 3:0     | Atlético SC |  |  |
|  |               | Reporte |             |  |  |

|  | Fratelsa Sport | 3:1 | Real Amistad |  |  |

|  | Real Amistad | 2:1 | Fratelsa Sport |  |  |

|  | Metropolitanos | 1:2 | Aragua |  |  |

|  | Aragua | 3:0 | Metropolitanos |  |  |

|  | Atlético Yara | vs. | Lanceras |  |  |

|  | Puerto Cabello | 1:2 | Arroceros |  |  |

|  | Arroceros | 4:0 | Puerto Cabello |  |  |

|  | Escuela Mejías | vs. (Global 1:3) | Fuceva |  |  |

|  | Raúl Leoni | 0:5 | Portuguesa FC |  |  |

|  | Portuguesa FC | 3:0 | Raúl Leoni |  |  |

|  | GV Macaray | 1:1 | Casa Portuguesa |  |  |

|  | Casa Portuguesa | 1:1 (5:4 p.) | GV Macaray |  |  |

### Cuarto de final
|  | Fratelsa Sport | 1:1     | Dynamo Puerto |             |             |
|  | 00'            | Reporte | 00'           | Árbitro(s): | Árbitro(s): |

|  | Dynamo Puerto | 2:0 | Fratelsa Sport |             |             |
|  | 00'           |     |                | Árbitro(s): | Árbitro(s): |

Clasificado: 
|  | Aragua FC | 1:1 | Casa Portuguesa |             |             |
|  | 00'       |     | 00'             | Árbitro(s): | Árbitro(s): |

|  | Casa Portuguesa | 1:3 | Aragua FC |             |             |
|  | 00'             |     | 00'       | Árbitro(s): | Árbitro(s): |

Clasificado:
|  | Atlético Yara | 2:1 | Arroceros |             |             |
|  | 00'           |     | 00'       | Árbitro(s): | Árbitro(s): |

|  | Arroceros                         | vs.                        | Atlético Yara                     |             |             |
|  | 00'                               |                            | 00'                               | Árbitro(s): | Árbitro(s): |
|  |                                   | Tiros desde el punto penal |                                   |             |             |
|  | Acierto de penal · Fallo de penal |                            | Acierto de penal · Fallo de penal |             |             |

Clasificado:
|  | Fuceva | 1:2 | Portuguesa FC |             |             |
|  | 00'    |     | 00'           | Árbitro(s): | Árbitro(s): |

|  | Portuguesa FC                     | 3:4                        | Fuceva                            |             |             |
|  | 00'                               |                            | 00'                               | Árbitro(s): | Árbitro(s): |
|  |                                   | Tiros desde el punto penal |                                   |             |             |
|  | Acierto de penal · Fallo de penal |                            | Acierto de penal · Fallo de penal |             |             |

Clasificado:

### Semifinal
| 11 de agosto de 2018 | Arroceros | 0:0 | Fuceva | Estadio Alfredo Simonpietri, |  |
|                      |           |     |        | Árbitro(s):                  |  |

| 18 de agosto de 2018 | Fuceva                            | 1:1                        | Arroceros                         | Aviación Militar, Maracay |             |
|                      | 00'                               |                            | Ingrid Sosa                       | Árbitro(s):               | Árbitro(s): |
|                      |                                   | Tiros desde el punto penal |                                   |                           |             |
|                      | Acierto de penal · Fallo de penal |                            | Acierto de penal · Fallo de penal |                           |             |

Clasificado: 
| 12 de agosto de 2018 | Aragua          | 1:3 | Dynamo Puerto                                     | Casa Portuguesa, |             |
|                      | Sandy Sarmiento |     | Andreína Barrios · Honay Cermeño · Marbelis Pérez | Árbitro(s):      | Árbitro(s): |

| 19 de agosto de 2018 | Dynamo Puerto  | 1:2 | Aragua       | Francisco Mazziani, Puerto La Cruz |             |
|                      | Marbelis Pérez |     | Rosmeri Orta | Árbitro(s):                        | Árbitro(s): |

Clasificado:

### Final
| 26 de agosto de 2018, | Dynamo Puerto FC    | 1:1 (1:1) | Arroceros de Calabozo | Parque Andrés Eloy Blanco, Puerto La Cruz |             |
|                       | Éucaris Guerrero 6' |           | Yngrid Sosa 24'       | Árbitro(s):                               | Árbitro(s): |

| 2 de septiembre de 2018, 10:00 | Arroceros de Calabozo | 1:2 (0:1, 1:1, 1:1) | Dynamo Puerto FC                        | Estadio Alfredo Simonpietri, Calabozo |             |
|                                | Visana Carrasquel 64' | Reporte             | Luisanny Núñez 40' · Honay Cermeño 120' | Árbitro(s):                           | Árbitro(s): |

| Campeón                                                        |
| Dynamo Puerto FC Clasifica a competencias que anunciara la fvf |

## Clausura 2018
Resultados oficiales de la Liga Nacional de Fútbol Femenino de Venezuela 2018. de # de septiembre al 7 de diciembre

### Grupo Oriental
|   | Equipo           | JJ | JG | JE | JP | GF | GC | DG  | PTS |
| - | ---------------- | -- | -- | -- | -- | -- | -- | --- | --- |
| 1 | Real Amistad FC  | 8  | 7  | 0  | 1  |    |    | 19  | 21  |
| 2 | Dynamo Puerto    | 8  | 5  | 1  | 2  |    |    | 8   | 16  |
| 3 | Chico Guayana FC | 8  | 5  | 0  | 3  |    |    | 8   | 15  |
| 4 | Escuela Mejias   | 8  | 1  | 0  | 7  |    |    | -10 | 3   |
| 5 | Sulmona FC       | 8  | 0  | 0  | 8  |    |    | -25 | -6  |

| Clausura 2018    | RAM | DYN | CGU | SUL | AME |
| Real Amistad FC  | X   | -   | -   | -   | -   |
| Dynamo Puerto    | 4-0 | X   | -   | -   | -   |
| Chico Guayana FC | -   | -   | X   | -   | -   |
| Sulmona FC       | -   | -   | -   | X   | -   |
| Antonio Mejía    | -   | -   | -   |     | X   |

### Grupo Central I
|   | Equipo         | JJ | JG | JE | JP | GF | GC | DG  | PTS |
| - | -------------- | -- | -- | -- | -- | -- | -- | --- | --- |
| 1 | Juan Arango    |    |    |    |    |    |    |     |     |
| 2 | Fratelza Sport |    |    |    |    |    |    |     |     |
| 3 | Atlético SC    | 6  | 2  | 0  | 4  |    |    | -5  | 6   |
| 4 | Playa Grande   | 6  | 0  | 0  | 6  |    |    | -29 | 0   |

| Clausura 2018  | JAR | PGR | FSP | ASC |
| Juan Arango    | X   | -   | -   |     |
| Playa Grande   | -   | X   | -   |     |
| Fratelza Sport | -   | -   | X   |     |
| Atlético SC    | -   | -   |     | X   |

### Grupo Central II
|   | Equipo            | JJ | JG | JE | JP | GF | GC | DG  | PTS |
| - | ----------------- | -- | -- | -- | -- | -- | -- | --- | --- |
| 1 | Casa portuguesa   | 6  | 4  | 2  | 0  |    |    | 10  | 14  |
| 2 | Metropolitanos FC | 6  | 4  | 1  | 1  |    |    | 16  | 13  |
| 3 | Baruta            | 6  | 1  | 1  | 4  |    |    | -8  | 4   |
| 4 | Macarao           | 6  | 0  | 2  | 4  |    |    | -18 | 2   |

| Clausura 2018     | MFC | BAR | CPO | MCO |
| Metropolitanos FC | X   | -   | -   | -   |
| Baruta            | -   | X   | -   | -   |
| Casa portuguesa   | -   | -   | X   | -   |
| Macarao           | -   | -   | -   | X   |

### Grupo Central III
|   | Equipo            | JJ | JG | JE | JP | GF | GC | DG  | PTS |
| - | ----------------- | -- | -- | -- | -- | -- | -- | --- | --- |
| 1 | Aragua FC         |    |    |    |    |    |    |     |     |
| 2 | Hermandad Gallega |    |    |    |    |    |    |     |     |
| 3 | Fuceva            | 8  | 4  | 1  | 3  |    |    | 13  | 13  |
| 4 | Centro Hispano    | 8  |    |    |    |    |    | -12 | 5   |
| 5 | Gran Valencia     | 8  | 0  | 0  | 8  |    |    | -67 | 0   |

| Clausura 2018     | GVA | CHI | FUC | ARA | HGA |
| Gran Valencia     | X   | -   | -   | -   |     |
| Centro Hispano    | -   | X   | -   | -   |     |
| Fuceva            | -   | -   | X   |     |     |
| Aragua FC         |     |     |     | X   |     |
| Hermandad Gallega | -   | -   | -   |     | X   |

### Grupo Occidental
|   | Equipo             | JJ | JG | JE | JP | GF | GC | DG | PTS |
| - | ------------------ | -- | -- | -- | -- | -- | -- | -- | --- |
| 1 | Portuguesa FC      | 4  | 4  | 0  | 0  |    |    | 10 | 12  |
| 2 | Atlético Yara      | 4  | 1  | 0  | 3  |    |    | -4 | 3   |
| 3 | Acad. Pto. Cabello | 4  |    |    |    |    |    | -6 | 2   |

| Clausura 2018      | AYA | APC | POR |
| Atlético Yara      | X   | -   | -   |
| Acad. Pto. Cabello | -   | X   | -   |
| Portuguesa FC      | -   | -   | X   |

### Los Llanos
|   | Equipo                | JJ | JG | JE | JP | GF | GC | DG  | PTS |
| - | --------------------- | -- | -- | -- | -- | -- | -- | --- | --- |
| 1 | Arroceros de Calabozo | 6  | 6  | 0  | 0  |    |    | 22  | 18  |
| 2 | Raúl Leoni            | 6  | 3  | 1  | 5  |    |    | 3   | 10  |
| 3 | Lanceras de Apure     | 6  | 2  | 0  | 4  |    |    | -6  | 6   |
| 4 | Campo Alegre          | 6  | 0  | 1  | 5  |    |    | -19 | 1   |

| Clausura 2018         | ARC | LDA | CAL | RLE |
| Arroceros de Calabozo | X   | -   | -   | -   |
| Campo Alegre          | -   | X   | -   | -   |
| Lanceras de Apure     | -   | -   | X   | -   |
| Raúl Leoni            | -   | -   | -   | X   |

### Cuarto de Final
| 11 de noviembre de 2018, 15:00 | Casa Portuguesa | 1:0 | Real Amistad | Centro Argentino, Maracay |  |
|                                | Ruth Ramírez    |     |              |                           |  |

Clasificado: 
| 10 de noviembre de 2018, 15:00 | Juan Arango | 0:1 | Dynamo Puerto | Tacita de Plata, Maracay |  |
|                                |             |     | Lucía Mejías  |                          |  |

Clasificado: 
| 12 de noviembre de 2018 | Portuguesa                        | 5:5 (2:3 p.)               | Aragua                            | Central Azucarero, Acarigua |  |
|                         | Rosmeiri Orta · Denises Dávila    |                            | Susana Guédez · Kemberlyn Osal    |                             |  |
|                         |                                   | Tiros desde el punto penal |                                   |                             |  |
|                         | Acierto de penal · Fallo de penal |                            | Acierto de penal · Fallo de penal |                             |  |

Clasificado: 
| 12 de noviembre de 2018 | Hermandad Gallega | 1:3 | Arroceros de Calabozo | Hermandad Gallega, Valencia |  |
|                         | Crisbelys Araque  |     | Yanellys Linares      |                             |  |

Clasificado:

### Semifinal
| de 2018, 00:00 | Casa Portuguesa | 0:1 (0:1) | Dynamo Puerto     |  |  |
|                |                 |           | Marbelis Pérez 2' |  |  |

| de 2018, 00:00 | Dynamo Puerto      | 1:3 (1:1) | Casa Portuguesa                             |  |  |
|                | Marbelis Pérez 13' |           | María Carillo 32' 82' · Gabriela Aponte 51' |  |  |

Clasificado: 
| de 2018, 00:00 | Aragua FC | 1:1 | Arroceros de Calabozo |  |  |
|                | 00'       |     | 00'                   |  |  |

| de 2018, 00:00 | Arroceros de Calabozo           | 2:1 | Aragua FC     |  |  |
|                | Yanellys Linares · Eliana Reyes |     | Rosmeiri Orta |  |  |

Clasificado:

### Final
| 4 de diciembre de 2018, 15:00 | Casa Portuguesa | 1:1 | Arroceros de Calabozo | Casa Portuguesa, Maracay |  |
|                               | Gabriela Aponte |     | Franyelis Rojas       |                          |  |

| 7 de diciembre de 2018, 15:00 | Arroceros de Calabozo                        | 2:0 (1:0) | Casa Portuguesa | Alfonso Simonpietri, Calabozo |  |
|                               | Bárbara Sandoval 20' · Yannellys Linares 89' | Reporte   |                 |                               |  |

| Campeón                                                             |
| Arroceros de Calabozo Clasifica a competencias que anunciara la fvf |

## Final Absoluta 2018
| 15 de diciembre de 2018, 15:00 | Dynamo FC | 0:3 | Arroceros de Calabozo FC      | Fray Luis, Caracas |  |
|                                |           |     | Ingrid Sosa · Franyelis Rojas |                    |  |

| Clasifica                                                                     |
| Bandera del estado Guárico                                                    |
| Arroceros de Calabozo FC Clasifica a Superliga Femenina de Fútbol (Venezuela) |